# 1475
1475 (MCDLXXV) a fost un an comun al calendarului iulian, care a început într-o zi de duminică.

## Evenimente
- 10 ianuarie: Bătălia de la Podu Înalt (Vaslui). Oastea lui Ștefan cel Mare a învins oastea otomană condusă de Soliman Pașa, într-un raport de forțe de 1:3.

## Nașteri
- 6 martie: Michelangelo Buonarroti, sculptor, pictor, arhitect și poet italian, recunoscut ca cel mai de seamă artist renascentist (d. 1564)
- 13 septembrie: Cesare Borgia, fiul ilegitim al Papei Alexandru al VI-lea (d. 1507)
- 11 decembrie: Papa Leon al X-lea (n. Giovanni di Lorenzo de' Medici), (d. 1521)

## Decese
- 10 decembrie: Uccello (n. Paolo Dono di Pratovecchio), 78 ani, pictor italian (n. 1397)

### Nedatate
- ianuarie: Radu cel Frumos, domn al Țării Românești (n.c. 1437/1439)